# Pacific-Antarctic Ridge
Pacific-Antarctic Ridge är en undervattensås i Antarktis. Den ligger i havet utanför Västantarktis. Nya Zeeland gör anspråk på området.